# 王遇甲
王遇甲（1882年—？）字司丞，湖北省鄂城县人。中华民国及满洲国军事将领。

## 生平
王遇甲毕业于日本陆军士官学校炮兵科。1908年，任陆军第四镇第八协协统。1910年，任梁格庄护陵司令。1911年任陆军第四镇统制官。
中华民国成立后，1913年升陆军中将，任冯国璋的高级参谋。1915年，任总统府侍从武官。1919年，创办官商企业鄂城铁矿有限公司。1923年1月29日，获授将军府诚威将军。后来，王遇甲返回家乡。
1931年九一八事变后，王遇甲赴满洲国投靠日本人。1933年，任满洲国吉林省警备司令部附少将。1935年，任第二军管区司令部参谋长。1940年，任宪兵司令官。